# Liga de Fútbol de Bohemia
La Bohemian Football League (en checo: Česká fotbalová liga) es una de las dos ligas que conforman la Tercera División de la República Checa (la otra el la MSFL) y la cual la integran los equipos de la región de Bohemia.

## Historia
La liga fue formada en 1991 durante la existencia de Checoslovaquia reemplazando a la II.ČNL y el ganador de la liga logra el ascenso a la Druhá liga, mientras que los peores tres equipos de la temporada descienden a la Cuarta División de la República Checa.

## Equipos 2016/17
| Club                      | Ciudad                  | Estadio                             | Aforo |
| ------------------------- | ----------------------- | ----------------------------------- | ----- |
| SK Benátky nad Jizerou    | Benátky nad Jizerou     | Městský stadion Benátky nad Jizerou | 4000  |
| SK Benešov                | Benešov                 | Stadion U Konopiště                 | 8300  |
| MFK Chrudim               | Chrudim                 | Stadion Za Vodojemem                | 1500  |
| FK Dobrovice              | Dobrovice               | Městský stadion FK Dobrovice        | 1000  |
| FK Hořovicko              | Hořovicko               | Městský stadion Hořovice            | 5000  |
| TJ Jiskra Domažlice       | Domažlice               | Stadion Střelnice                   | 5000  |
| FK Králův Dvůr            | Králův Dvůr             | Městský stadion Králův Dvůr         | 5000  |
| FK Litoměřicko            | Litoměřice              | Stadion FK Litoměřicko              | 4000  |
| FK Loko Vltavín           | Praga                   | Stadion FK Litoměřicko              | 4000  |
| FC Olympia Hradec Králové | Hradec Králové(Kukleny) | Stadion v Kuklenách                 | 2500  |
| FC Písek                  | Písek                   | Městský sportovní areál             | 5000  |
| SK Převýšov               | Převýšov                | Stadion SK Převýšov                 | 2200  |
| FK Slavoj Vyšehrad        | Praga                   | Stadion FK Slavoj Vyšehrad          | 2500  |
| FK TJ Štěchovice          | Štěchovice              | Stadion Štěchovice                  | 1500  |
| FK MAS Táborsko "B"       | Sezimovo Ústí           | Sportovní areál Soukeník            | 1550  |
| FK Tachov                 | Tachov                  | Městský stadion Tachov              | 500   |
| SK Viktorie Jirny         | Jirny                   | Stadion SK Viktorie Jirny           | 1500  |
| SK Zápy                   | Zápy                    | Stadion TJ Sokol Zápy               | 1000  |
|                           |                         |                                     |       |

## Lista de Campeones
| Temporada | Campeón                     | Subcampeón              |
| --------- | --------------------------- | ----------------------- |
| 1991–92   | TJ Liaz Jablonec nad Nisou  | Chmel Blšany            |
| 1992–93   | FK Chmel Blšany             | TFK VTJ Teplice         |
| 1993–94   | FK Armaturka Ústí nad Labem | FC Portal Příbram       |
| 1994–95   | SK 1887 Chrudim             | FK Pelikán Děčín        |
| 1995–96   | AFK Atlantic Lázně Bohdaneč | Brummer Ceska Lipa      |
| 1996–97   | SK Slavia Praga II          | FC MUS Most             |
| 1997–98   | FK Mladá Boleslav           | FK Pelikán Děčín        |
| 1998–99   | SK Spolana Neratovice       | FK Admira/Slavoj Prague |
| 1999–00   | FC Chomutov                 | SK Sparta Krč           |
| 2000–01   | FK Mogul Kolín              | Strizkov                |
| 2001–02   | AC Sparta Praga II          | Tatran Prachatice       |
| 2002–03   | TJ Tatran Prachatice        | SK Slavia Praga II      |
| 2003–04   | MFK Ústí nad Labem          | FK Náchod-Deštné        |
| 2004–05   | FC Slovan Liberec B         | SC Xaverov              |
| 2005–06   | FC Zenit Čáslav             | SK Slovan Varnsdorf     |
| 2006–07   | FC Bohemians Praga          | SK Sparta Krč           |
| 2007–08   | AC Sparta Praga II          | FK Sezimovo Ústí        |
| 2008–09   | FC Graffin Vlašim           | FC Písek                |
| 2009–10   | FK Sezimovo Ústí            | TJ Sokol Ovčáry         |
| 2010–11   | FC Bohemians Praga          | FK Mladá Boleslav B     |
| 2011–12   | MFK Chrudim                 | FK Pardubice            |
| 2012–13   | Loko Vltavín                | FK Kolín                |